# Han Solo, guerriero stellare
Han Solo, guerriero stellare (Han Solo at Stars' End, 1979) è il primo romanzo della Trilogia di Ian Solo (The Han Solo Adventures) a firma dello scrittore statunitense Brian Daley. È uscito in Italia il 17 gennaio 1980 nella collana fantascientifica Urania (n. 819) della Mondadori; gli altri due titoli della trilogia, però, rimangono inediti.
Negli Stati Uniti la serie di Daley è divenuta anche una serie a fumetti. Fa parte dell'Universo espanso di Guerre stellari.

## Edizioni
- Brian Daley, Han Solo at Stars' End, 1979.
- Brian Daley, Han Solo, guerriero stellare, traduzione di Beata Della Frattina, collana Urania n° 819, Arnoldo Mondadori Editore, 1980,  p. 176.